# Whiston, Merseyside
Whiston là một ngôi làng lớn và giáo xứ dân sự trong Metropolitan Borough of Knowsley ở Mer Jerseyide, Anh. Nó nằm 8 dặm (12,8 km) về phía đông của Liverpool. Dân số được ghi nhận là 13.629 tại Tổng điều tra dân số năm 2001, sau đó tăng lên 14.263 tại Tổng điều tra dân số năm 2011.
Một ngôi làng mới, Halsnead Garden Village, đã được đề xuất với sự hỗ trợ của chính phủ và sẽ được đặt tại khu vực Halsnead của thị trấn. Ngôi làng mới sẽ chứa hơn 1500 ngôi nhà, một trường tiểu học, một công viên nông thôn và các cơ sở giải trí và cộng đồng khác nhau. Chi phí xây khoảng 270 triệu bảng.